# Indrek Hargla

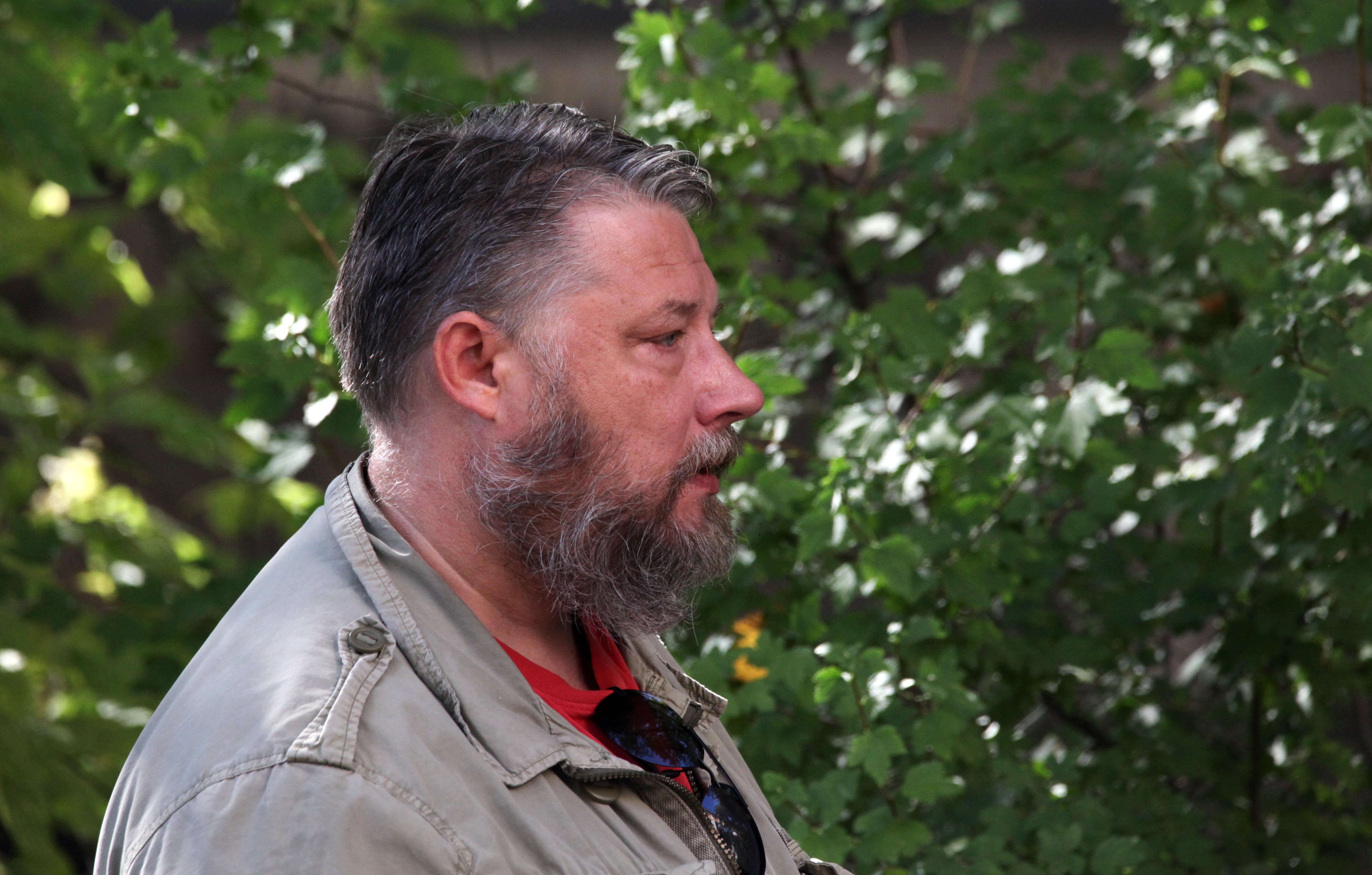
Indrek Hargla (2021)

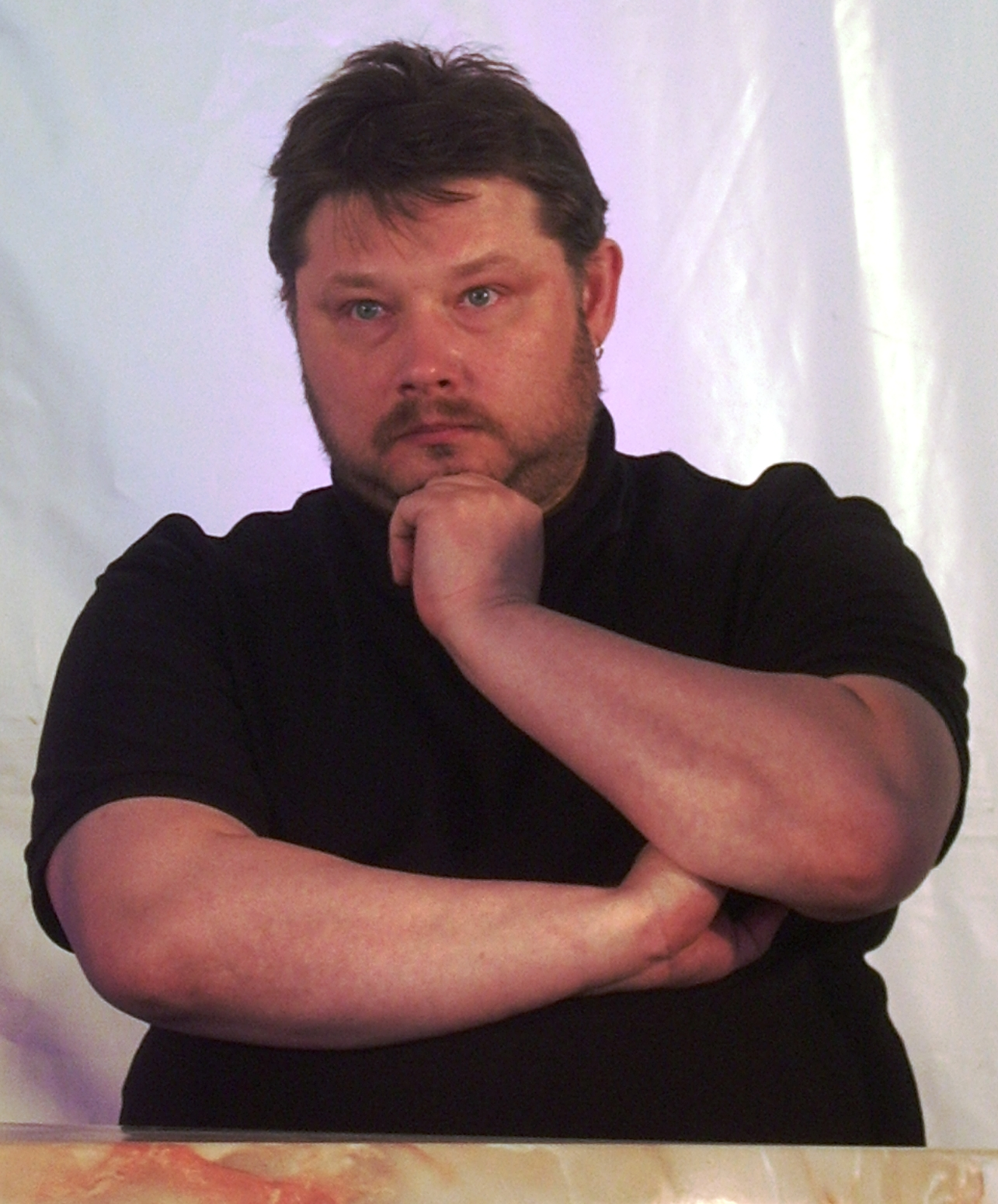
Indrek Hargla (2009)

Indrek Hargla (Pseudonym für Indrek Sootak; * 12. Juli 1970 in Tallinn) ist ein estnischer Schriftsteller.

## Leben und Werk
Der Autor wurde als Sohn des Strafrechtsprofessors Jaan Sootak (* 1948) und der Philologin und Journalistin Varje Sootak (* 1946) geboren. Er schloss 1993 sein Studium der Rechtswissenschaft an der Universität Tartu ab. Anschließend trat er in den diplomatischen Dienst der Republik Estland ein. Er arbeitete an den estnischen Auslandsvertretungen in Kopenhagen und Ungarn sowie in der Zentrale des estnischen Außenministeriums in Tallinn. 2012 nahm er Abschied vom diplomatischen Dienst und ist seitdem als freischaffender Schriftsteller tätig.
Indrek Hargla ist einer der bekanntesten und produktivsten Horror- und Science-Fiction-Schriftsteller der zeitgenössischen estnischen Literatur. Seit 1989 ist er als Autor aktiv. Seinen Durchbruch erzielte er mit der Novelle Gondvana lapsed 1999.
Er hat bislang über 43 Erzählungen, 11 Kurzromane und 6 Romane vorgelegt. Daneben hat er drei Erzählsammlungen und die Anthologie Õudne Eesti (deutsch: Grauenhaftes Estland) herausgegeben. Seine Werke wurden unter anderem ins Deutsche, Ungarische, Russische, Finnische und Französische übersetzt. 2000 wurde Indrek Hargla für den Kurzroman Excelsuse konkistadoorid der Stalker-Literaturpreis verliehen und 2015 wurde er für die „Apotheker-Melchior-Reihe“ mit dem Finnischen Krimipreis in der Kategorie „International“ ausgezeichnet. Seit 2012 war er Mitglied des Estnischen Schriftstellerverbands, aus dem er jedoch im Januar 2015 aus Protest wieder austrat, weil der Verband eine Petition an die Behörden eingereicht hatte, in der für die Verleihung der estnischen Staatsangehörigkeit an sein Mitglied Andrej Iwanow plädiert wurde.
Mehrere seiner Bücher zu Melchior, der Apotheker wurden in Tallinn verfilmt. Hauptdarsteller des fiktiven Hauptcharakters, der Apotheker Melchior Wakenstede, ist der estnische Schauspieler Märten Metsaviir.

## Romane
- Baiita needus (2001)
- Palveränd uude maailma (2003)
- Vabaduse kõrgeim määr (2003)
- French ja Koulu (2005)
- French ja Koulu Tarbatus (2007)
- Frenchi ja Koulu reisid (2009)
- Apteeker Melchior ja Oleviste mõistatus (2010)
  - ins Deutsche übersetzt, siehe unten
- Apteeker Melchior ja Rataskaevu viirastus (2010)
- Apteeker Melchior ja timuka tütar (2011)
- Apteeker Melchior ja Pirita kägistaja (2013)
- Apteeker Melchior ja Tallinna kroonika (2014)
  - ins Deutsche übersetzt, siehe unten
- Raudrästiku aeg. Muinas-Eesti kriminaalromaan (2016)
- Apteeker Melchior ja Gotlandi kurat (2017)
  - ins Deutsche übersetzt, siehe unten
- Kolmevaimukivi (2018)
- Apteeker Melchior ja Pilaatuse evangeelium (2019)
- Heade mõrvade linn. Kolm mõrvalugu Tartust (2023)
- Mõisa köis. Kolm mõrvalugu Juhan Liiviga (2024)
- Apteeker Melchior ja nõiutud kabel (2025)

## Kurzromane
- Gondvana lapsed (1999)
- Uskmatuse hind (1999)
- Excelsuse konkistadoorid (1999)
- Pan Grpowski jõulud (1999)
- Obernoni Apokrüüf (2000)
- Capaneusi Harta (2000)
- Mees, kes ei joonud viskit (2001)
- Väendru (2001)
- Hathawareti teener (2002)
- Maris Stella (2003)
- Tagasi tulevikku IV (2003)

## Deutsche Übersetzungen
- Apotheker Melchior und das Rätsel der Olaikirche. Aus dem Estnischen übersetzt von Uta Kührt. Hamburg: Die Hanse CEP Europäische Verlagsanstalt 2014. 387 S.
- Apotheker Melchior und die Revaler Chronik. Hanse-Krimi aus Tallinn und Lübeck Aus dem Estnischen von Cornelius Hasselblatt. Lübeck: Rote Katze Verlag 2023. 479 S.
- Apotheker Melchior und der Teufel aus Gotland. Hanse-Krimi aus Tallinn und Lübeck. Aus dem Estnischen von Cornelius Hasselblatt. Lübeck: Rote Katze Verlag 2024. 540 S.

## Privatleben
Hargla ist seit 1995 mit der estnischen Kinderbuchautorin Heli Illipe-Sootak verheiratet.